# Kleurweergave-index
De kleurweergave-index (Engels: color rendering index, CRI) van een lichtbron is een index voor de kwaliteit van kleurweergave van door die lichtbron belichte objecten, vergeleken met de kleurweergave van dezelfde objecten belicht door een zwarte straler met dezelfde kleurtemperatuur als de te kwalificeren lichtbron. Voor de waarneming door het menselijk oog is hierbij ook de wijze van kleuren zien van belang. Een zwarte straler heeft per definitie een kleurweergave-index van 100. 
Vrijwel altijd worden voor de test acht standaardkleuren met matige verzadiging gebruikt. Dit wordt aangegeven met de code Ra. Zonder nadere aanduiding wordt aangenomen dat de standaardkleuren gebruikt zijn. De bepaling van de index gebeurde vroeger door een groot aantal menselijke waarnemers, maar kan tegenwoordig met kleurgevoelige sensoren en computers worden uitgevoerd. 
Het gele licht van lagedruk-natriumlampen heeft een CRI van 0, dat van moderne witte tl-buis van 80 of 90, terwijl er hogedruk metaalhalidelampen zijn, die een kleurweergave-index van 90 hebben. De hoogste kleurweergave hebben gloeilampen. De CRI hiervan is vrijwel 100.
Van links naar rechts spectrale emissies van:
lagedruknatriumlamp (CRI=0), hogedruknatriumlamp (CRI=22), fluorescentielamp (CRI=82), metaalhalidelamp (CRI=85), gloeilamp (CRI=100).
Duidelijk is te zien dat de lagedruklampen en fluorescentiematerialen meer naaldvormige spectra hebben, de hogedruklampen meer uitgesmeerde emissies. Ondanks hoge pieken in de spectrale emissie bij fluorescentielampen en metaalhalidelampen is toch een goede kleurweergave mogelijk. Dat heeft te maken met de spectrale gevoeligheid van de kegeltjes in het menselijk oog, die de kleurindruk bepalen. 

## Kleurweergave bij verschillende lichtbronnen
Hoe het menselijk oog, fotografisch materiaal en beeldchips kleuren waarnemen wordt bepaald door het soort dag- of kunstlicht dat gebruikt wordt, waarbij men kan bedenken dat menselijke hersenen een kleurzweem als het ware kan wegfilteren. Vroeg in de ochtend bijvoorbeeld zal de kleur diep blauw beter en verzadigder overkomen dan tegen de zonsondergang wanneer er meer rood in het licht aanwezig is. Afhankelijk van het type kunstlicht komen kleuren minder verzadigd of grauw over. Een slager zal zijn vleeswaren graag fris rood presenteren. Tijdens het kopen van kleding gaan kopers soms naar buiten om te beoordelen hoe de kleur er in het daglicht uitziet, als niet voor de juiste lichtbron gekozen is. Wanneer kleuren bij het werken belangrijk zijn, bijvoorbeeld in een schildersatelier of een ontwerpstudio, is het van belang lichtbronnen te kiezen met een hoge kleurweergave-index die de kleuren van het werkstuk optimaal (neutraal) weergeven. 
Wetmatigheden van kleurweergave gelden niet alleen voor het menselijk oog maar ook voor fotografisch materiaal en beeldchips. Zonder correctie zullen voorwerpen verlicht door een tl-buis kleur 33 of een hogedruk kwik HPL N (veel gebruikt in een industriële omgeving) groen overkomen. Voorwerpen verlicht met hoge kleurtemperatuur ('koel' licht) (vooral in gebruik in warmere landen) zullen ongecorrigeerd een blauwzweem vertonen. De kleuren rood en geel worden onder deze lichtbron minder goed weergegeven.